# إبراهيم المالود
إبراهيم عبد الرحمن المالود (مواليد 23 أغسطس 1995) لاعب كرة قدم بحريني يلعب حاليا لصالح نادي الدرجة الأولى الحد البحريني في خط الهجوم من 2013.

## منتخب البحرين
شارك المالود مع منتخب البحرين الأولمبي.

## الإنجازات
- الدرجة الأولى (1): 2016
- كأس ملك البحرين (1): 2015